# Моріс Леблан
Моріс Леблан (фр. Maurice Leblanc; 11 грудня 1864, Руан — 6 листопада 1941, Перпіньян) — французький письменник і журналіст, відомий своїми творами про поліцейських та їх пригоди; автор, який створив образ шляхетного грабіжника Арсена Люпена. Моріс Леблан був плідним автором: він написав понад 60 романів та оповідань.

## Біографія
Моріс Леблан народився в Руані, у Нормандії. Він побачив світ завдяки хірургу Ахілу Флоберу (Achille Flaubert), який був братом Гюстава Флобера. Мати померла під час пологів. Коли Морісу було чотири роки, він ледве не загинув у палаючому будинку. У 1870 році, коли розпочалася Франко-пруська війна, батько відправив сина до Шотландії, де той провів один рік.
Його батько був власником пароплавів, який бажав, щоб син продовжив його справу. Тому деякий час М. Леблан працював у компанії батька. Але згодом відмовився від цих намірів батька.
Освіту М. Леблан здобув у навчальних закладах Франції, Німеччини та Італії. Після того як він покинув навчання в юридичній школі, Леблан перебрався до Парижу, де розпочав писати прозу: короткі кримінальні історії та оповідання більшого розміру.
У 1901 році М. Леблан опублікував свій автобіографічний роман «Ентузіазм».
Леблан зустрічався з великими літературними діячами свого часу: Стефаном Малларме (Stéphane Mallarmé) та Альфонсом Алле (Alphonse Allais).
У його творах відчувався неабиякий вплив таких відомих французьких письменників, як Гюстав Флобер та Гі де Мопассан. Читачі зустріли появу нового літературного героя з радістю, проте для автора вихід у світ його творів не приніс бажаного фінансового успіху.
У Леблана була молодша сестра Жоржета Леблан (Georgette Leblanc), яка була співачкою.

## Творчість
На той час, коли з'явився роман про Арсена Люпена, М. Леблан вважався невдалим автором коротких оповідань. Перша серія побачила світ 15 липня 1905 року в часописі «Je Sais Tout». Леблан створив образ Люпена на замовлення головного редактора часопису, який перебував під враженням від успішних романів про Шерлока Холмса. Серія мала величезний успіх, тому Леблан зосередився на своєму новому напрямі й до кінця життя написав ще 21 роман та збірку оповідань про цього славнозвісного грабіжника.
Прототипом для Арсена Люпена Леблан обрав французького анархіста Моріса Жакоба (Marius Jacob), суд на яким у 1905 році був однією з найголовніших новин на газетних шпальтах. Можливо, на вибір Леблана вплинула п'єса Октава Мірбо «21 день одного неврастеніка» (1905), головною діючою особою якого був гарно вихований крадій Артюр Лебо.
До появи романів про Арсена Люпена Леблан не був дуже відомим публіці, проте коли читачі дізнались про Арсена Люпена, його слава порівнялась зі славою Сера Артура Конан Дойля. Спочатку Леблан назвав свого героя Арсеном Лопеном. У ті часи мером міста був реальний Арсен Лопен, який відразу заявив свій протест авторові романів. Леблан був вимушений змінити прізвище головного героя.
Деякі шанувальники Люпена (люпенофіли та люпеноман'яки) у своїх твердженнях доходили до того, що говорили про реальність існування історичного Арсена Люпена, життя якого Леблон начебто записав як один з його біографів.
Прибутки від продажу романів про Арсена Люпена були такими великими, що все своє подальше життя Леблан присвятив Арсенові Люпену. Як і Конан Дойль у Великій Британії, Леблан інколи почував себе обуреним тим фактом, що Арсен Люпен був значно краще відомий публіці, ніж його творець. Декілька разів Леблан намагався створити інших літературних героїв, проте згодом він був вимушений поєднати їх разом з Арсеном Люпеном.
Леблан написав також два науково-фантастичні оповідання: «Три ока» (1919) та «Жахлива подія» (1920). У першому розповідається про те, як земляни встановили телеконтакт із трьохокими венеріанцями, а в другому — про землетрус, унаслідок якого між Британією та Францією з'явився острів.
Моріс Леблан був нагороджений Орденом Почесного легіону за внесок до скарбниці французької літератури. Він помер у 1941 році в Перпіньяні. Будинок Леблана й досі знаходиться в департаменті Етрета (Étretat) в Сен-Маритимі, у Верхній Нормандії. Вежу з годинником Леблан використав у своєму романі про Люпена — «Порожня голка» («L'Aiguille creuse»).
Моріса Леблана поховано на цвинтарі Монпарнаса.

## Твори
Серія романів про грабіжника Арсена Люпена нараховує 27 романів та збірок оповідань, а також 2 п'єси, які з'явилися з-під пера автора з 1907  по 1937 рік.
- Une femme (1893)
- Armelle et Claude (1897)
- Voici des ailes (1898)
- Les Lèvres jointes (1899)
- L'Enthousiasme (1901)
- Un vilain couple (1901)
- Gueule rouge (1904)
- 80 chevaux (1904)
- La Pitié, Play (1906)
- L'Aiguille creuse (The Hollow Needle) (1909)
- La Frontière (1911)
- Les Trois Yeux (1919)
- La Robe d’écaille rose (1920)
- Le Formidable Événement (1920)
- Le Cercle rouge (1922)
- Dorothée, danseuse de corde (1923)
- La Vie extravagante de Balthazar (1925)
- Le Prince de Jéricho (1930)
- Les Clefs mystérieuses (1932)
- La Forêt des aventures (1933)
- Le Chapelet rouge (1934)
- L'Image de la femme nue (1934)
- Le Scandale du gazon bleu (1935)
- De minuit à sept heures (1937)

## Видання українською
- Моріс Леблан. Арсен Люпен — шляхетний грабіжник. Навчальна книга — Богдан, 2022. 168 с.
- Моріс Леблан. Арсен Люпен проти Герлока Шолмса. Навчальна книга — Богдан, 2022. 184 с.
- Моріс Леблан. Пуста голка. Навчальна книга — Богдан, 2022. 176 с.
- Моріс Леблан. Арсен Люпен проти Херлока Шолмса. Фоліо, 2022. (електронна книга)